# حمض الأديبيك
حمض الأديبيك هو من الأحماض الكربوكسيلية ثنائية الوظيفة (حمض ثنائي الكربوكسيل)، له الصيغة HOOC(CH2)4COOH، أما اسمه فمشتق من اللغة اللاتينية adeps التي تعني الدهن؛ مما يعكس ملاحظة أن حمض الأديبيك هو إحدى النواتج المتشكلة من أكسدة الدهون بحمض الآزوت. من تطبيقاته المهمة استخدامه كموحود (Monomer) يدخل في صناعة النايلون. تدعى الأملاح الكربوكسيلية لهذا الحمض باسم أديبات.

## الخواص
- لا ينحل حمض الأديبيك في الماء البارد بشكل جيد، إلا أن انحلاليته تزداد بارتفاع درجة الحرارة.

## التحضير
يحضر حمض الأديبيك صناعياً بكميات كبيرة، حيث أنه لا يتوافر في الطبيعة إلا بشكل نادر.
كان الحمض يحضر في السابق عن طريق أكسدة الدهون المختلفة، أما حالياً فيحضر من مزيج من حلقي الهكسانول وحلقي الهكسانون، والذي يدعى "KA oil" (زيت KA)، وهي اختصار لكلمة زيت الكيتون والكحول. يؤكسد هذا المزيج باستخدام حمض النتريك أو فوق منغنات البوتاسيوم ليعطي حمض الأديبيك كناتج رئيسي، بالإضافة إلى نواتج ثانوية أخرى مثل حمض الغلوتاريك وحمض السكسينيك.
يمكن أن يحضر المركب بطريقة أخرى تتمثل في تفاعل إضافة كربونيل إلى البوتادين.
CH2=CHCH=CH2 + 2 CO + 2 H2O → HO2C(CH2)4CO2H
هنالك طرق أخرى حديثة لتحضير المركب و التي تتبنى مبدأ الكيمياء الخضراء بحيث أن الماء فقط هو الناتج الثانوي للعملية. يؤكسد حلقي الهكسين في العملية باستخدام فوق أكسيد الهيدروجين (الماء الأكسجيني) بوجود حفاز أساسه من التنغستن وبوجود حفاز تغير الطور phase transfer catalyst في الوسط.

## الاستخدامات
- يستهلك إنتاج حمض الأديبيك بشكل رئيسي في صناعة النايلون. تجري عملية البلمرة بحدوث تفاعل تكاثف متعدد مع مركب سداسي ميثيلين ثنائي الأمين فنحصل على النايلون 6،6.
- يستعمل حمض الأديبيك كمضاف غذائي له رقم الإي (E 355)، وكذلك الأمر لملح الصوديوم ولملح البوتاسيوم منه، أي كل من أديبات الصوديوم Na2C6H8O4 الذي له الرقم (E 356)، وأديبات البوتاسيوم K2C6H8O4 الذي له الرقم (E 357). تستخدم هذه المركبات كمواد ضابطة لحموضة الوسط.